# 포 미니츠
《포 미니츠》(영어: Four Minutes, 독일어: Vier Minuten)는 독일에서 제작된 크리스 크라우스 감독의 2006년 드라마 영화이다. 모니카 블라이브트로이와 한나 헤르츠스프룽이 주연으로 출연하였고 알렉산드라 코데 등이 제작에 참여하였다.

## 출연

### 주연
- 모니카 블라이브트로이 - 크뤼거 부인
- 한나 헤르츠스프룽 - 제니

### 조연
- 스펜 피픽 - 뮈체 교도관
- 리키 뮐러 - 코발스키 교도관
- 야스민 타바타바이 - 아이즈

## 기타
- 미술: 실크 뷰어
- 의상: 지오이아 라스페
- 배역: 니나 하운

## 한국어 더빙 성우진(KBS) (2008년 10월 26일)
- 은미 - 제니(한나 헤르츠스프룽)
- 박민아 - 크뤼거 부인(모니카 블리브트리우)
- 이호인 - 마이어 베어 교도소장(스테판 커트)
- 임성표 - 코발스키 교도관(리키 뮐러)
- 문관일 - 뮈체 교도관(스벤 피픽)
- 김규식 - 뢰벤(바딤 글로우너)
- 김대중 - 목사(디에트리히 홀린더바우머)
- 이광수 - 기자(피터 다보아)
- 진웅 - 퀴즈 방송 진행자(디터 무어)
- 오인실 - 클라라(앰버 봉가드) / 어린 크뤼거(에디타 말로브식)
- 홍선영 - 아이즈(야스민 타바타바이) / 나딘(나디아 울)

### KBS판 스태프
- 녹음 - 홍유선
- 그래픽 - 권미정
- 편집 - 황인규
- 번역 - 최성연
- 연출 - 하인성
- 우리말제작 - KBS 미디어